# ریشارد وال
ریشارد وال (آلمانی: Richard Wahl; ۴ دسامبر ۱۹۰۶ – ۱ نوامبر ۱۹۸۲)  شمشیرباز اهل آلمان بود.
وی در مسابقات کشوری و بین‌المللی در مجموع برندهٔ ۱ مدال برنز شده‌است.